# 吉田拓郎 LIVE 2014
『吉田拓郎 LIVE 2014』（よしだたくろうライブ2014）は、2014年7月22日に東京国際フォーラムで行われた吉田拓郎のライブを収録した映像作品及びライブ・アルバムである。2014年12月3日にavex traxから発売された。

## 解説
首都圏ライブツアー「吉田拓郎 LIVE 2014」の東京国際フォーラム公演を収録した作品で、BD、DVD、CD付きBD（初回版）、CD付きDVD（初回版）の4形態が発売された。
ライブ映像作品、ライブアルバムとしては2012年の『吉田拓郎 LIVE 2012』より約2年ぶりの新作となった。

## 収録曲

### BD・DVD
1. 人生を語らず
2. 今日までそして明日から
3. 落陽
4. 爪
5. たえなる時に
6. 襟裳岬
7. 僕の道
8. 慕情
9. 夏休み
10. シンシア
11. 裏街のマリア
12. 気持ちだよ
13. サマータイムブルースが聴こえる
14. 全部だきしめて
15. わしらのフォーク村
16. 淋しき街
17. AKIRA
18. 僕達はそうやって生きてきた
19. こうき心
20. AGAIN
21. 春だったね
22. 純情

### CD

#### Disc 1
1. 人生を語らず
2. 今日までそして明日から
3. 落陽
4. 爪
5. たえなる時に
6. 襟裳岬
7. 僕の道
8. 慕情
9. 夏休み
10. シンシア
11. 裏街のマリア

#### DISC 2
1. 気持ちだよ
2. サマータイムブルースが聴こえる
3. 全部だきしめて
4. わしらのフォーク村
5. 淋しき街
6. AKIRA
7. 僕達はそうやって生きてきた
8. こうき心
9. AGAIN
10. 春だったね
11. 純情

## 参加ミュージシャン
- 武部聡志 Music Director/Arrange/Keyboard
- 鳥山雄司 Arrange/Guitar
- 河村“カースケ”智康 Drums
- 松原秀樹 Bass
- 渡辺格 Guitar
- 玉木正昭 Percussion
- 大嶋吾郎 Chorus
- 今井マサキ Chorus
- 宮下文一 Chorus
- 山中雅文 Manipulator
- 齋藤進三 Prompter